# Leopold Lorenz von Strassoldo
Il conte Leopold Lorenz Bartholomäus von Strassoldo (Gorizia, 9 agosto 1739 – Vienna, 17 agosto 1809) è stato un militare italiano naturalizzato tedesco.
Fu al servizio del Sacro Romano Impero divenendo, infine, Feldmaresciallo e proprietario del reggimento che prese il suo nome. 

## Biografia
Appartenne ad una delle famiglie nobili friulane di più antico lignaggio, fu figlio del conte Joseph Anton (1702-1768) e della contessa Maria Francesca Porcia (1706-1751), nel 1752 entrò nell'Accademia Militare Teresiana. Terminati gli studi venne inquadrato come Fähnrich nel reggimento "Angern" dopodiché, dopo aver percorso tutti i gradi necessari, giunse a quello di luogotenente colonnello nel 1769. Promosso colonnello nel 1773, dieci anni dopo fu nominato maggior generale venendo assegnato a Syrmia. Prese parte alla guerra austro-turca divenendo Feldmarschall-Lieutenant. Nel 1791 divenne proprietario (inhaber) del reggimento che era stato del conte Christoph von Baden-Durlach (1717-1789). Allo scoppio delle ostilità fra il regno di Sardegna e la Francia, nell'autunno del 1792, venne inviato in Piemonte come generale assegnato allo Stato Maggiore misto austro-piemontese.
Collocato a riposo nel 1794 poiché anziano e malato, si ritirò poi a vita privata morendo a 70 anni.

## Discendenza
Si sposò nel 1780 con la contessa Franziska Xaveria von Auersperg (1756–1811) e la coppia ebbe i seguenti figli:
- Giuseppe Maria (1781–1862) ⚭ contessa Giulia Belgrado.
- Giulio Cesare (*1791; † 20 settembre 1855), tenente feldmaresciallo che prese parte attiva alla prima guerra d'indipendenza.
- Franziska (nata il 3 gennaio 1781 – † 12 gennaio 1854) ⚭ 1798 Josef Radetzky, feldmaresciallo e comandante in capo delle forze austriache in Italia durante la prima guerra d'indipendenza.
- Michael (* 23 marzo 1800; † 20 dicembre 1873), funzionario amministrativo ⚭ 1850 Maria Anna Malowetz von Malowitz e Kossorz (1821–1905).